# Jane the Virgin
Jane the Virgin – amerykański serial telewizyjny emitowany od 13 października 2014 roku do 31 lipca 2019 na kanale The CW. Został wyprodukowany przez Electus, Warner Bros. Television oraz CBS Television Studios. Serial jest luźną adaptacją wenezuelskiej telenoweli Juana la Virgen.
Serial uzyskał pozytywne opinie krytyków i telewidzów. Za główną rolę w serialu Gina Rodriguez otrzymała Złoty Glob dla najlepszej aktorki w serialu komediowym lub musicalu na 72. ceremonii rozdania nagród. Sam serial nominowany był do Złotego Globu w kategorii „Najlepszy serial komediowy lub musical”.
Po sukcesie pierwszej serii stacja CW zamówiła drugą, a następnie trzecią, serię Jane the Virgin. 8 stycznia 2017 roku, stacja The CW ogłosiła oficjalnie przedłużenie serialu o czwarty sezon. Planując zakończenie serii, stacja ogłosiła, że powstanie co prawda piąty sezon, ale będzie on finałowy.
W 2009 i 2010 roku w Polsce emitowano polską wersję serialu pod tytułem Majka.

## Fabuła
Akcja serialu rozgrywa się w Miami na Florydzie. Jane Gloriana Vilanueva, młoda Amerykanka o wenezuelskich korzeniach, pochodząca z tradycyjnej i bardzo religijnej rodziny, za namową swojej babci postanawia zachować dziewictwo do dnia ślubu ze swoim chłopakiem Michaelem. Życie Jane dramatycznie komplikuje się gdy w wyniku pomyłki zostaje sztucznie zapłodniona w trakcie rutynowej wizyty u ginekologa i zachodzi w ciążę. Dawcą spermy okazuje się Rafael Solano, żonaty mężczyzna, dawny playboy, który w wyniku choroby nowotworowej zapadł na bezpłodność. Jest on także dawną młodzieńczą miłością Jane i właścicielem hotelu, w którym pracuje ona jako kelnerka. Jane staje w obliczu trudnych decyzji dotyczących nieoczekiwanej ciąży, a później także macierzyństwa, kariery zawodowej i wyboru między biologicznym ojcem jej dziecka a mężczyzną, którego miała poślubić.

## Obsada
- Gina Rodriguez jako Jane Gloriana Vilanueva, 23-letnia latynoska kobieta, która z postanawia pozostać dziewicą do dnia ślubu. W wyniku omyłkowego sztucznego zapłodnienia zachodzi w ciążę. Po spotkaniu z Rafaelem (ojcem dziecka) i wysłuchaniu jego argumentów zgadza się donosić ciążę i po narodzinach przekazać dziecko jemu i jego żonie Petrze. W miarę rozwoju ciąży Jane i Rafael zbliżają się do siebie i zakochują w sobie. Jane rodzi syna, któremu nadaje imię Mateo Gloriano Rogelio Solano Vilanueva.[6]
- Justin Baldoni  jako Rafael Solano, 31-letni właściciel hotelu Marbella w Miami i biologiczny ojciec dziecka Jane. Rafael nie kocha żony, a wraz z biegiem wydarzeń zaczyna żywić uczucia do Jane. Po odkryciu romansu Petry postanawia się z nią rozwieść.[7]
- Brett Dier  jako Michael Cordero Jr., 29-letni narzeczony Jane. Jest policjantem. Odkrył, że Petra ma romans i szantażuje ją, zmuszając do ratowania za wszelką cenę małżeństwa z Rafaelem, aby Jane nie wahała się oddać dziecka parze. Nie przepada za Rafaelem. Koordynuje poszukiwania Sin Rostro, ważnego bossa narkotykowego, który zarządza swoim imperium narkotykowym z hotelu Marbella, należącego do Rafaela.[8]
- Andrea Navedo  jako Xiomara „Xo” Gloriana Vilanueva, ekstrawertyczna matka Jane. Urodziła Jane gdy miała tylko 16 lat, co jest jednym z powodów dla których Jane postanawia zachować dziewictwo do dnia ślubu. Jest nauczycielką tańca, ale marzy o karierze piosenkarki.[8]
- Yael Grobglas  jako Petra Solano, żona Rafaela. Pochodzi z Czech, gdzie jej rodzina wielokrotnie miała problemy z prawem. Wychodzi za Rafaela dla pieniędzy, których chce go w całości pozbawić, ale z czasem zakochuje się w nim. Petra ma bliźniaczą siostrę Anezkę, pozostałą w Czechach, podczas gdy ona i jej matka wyemigrowały do Stanów Zjednoczonych.[8]
- Ivonne Coll  jako Alba Gloriana Vilanueva, babcia Jane. Jest bardzo religijna i to za jej namową Jane postanawia zachować dziewictwo. Przebywa w USA nielegalnie.[9]
- Jaime Camil  jako Rogelio de la Vega, narcystyczny ojciec Jane. Gwiazda latynoskich telenowel. Próbuje zbudować relacje z córką. Żywi uczucia dla Xiomary, która była jego dziewczyną w szkole średniej.[10]
- Anthony Mendez  jako narrator.

## Role drugoplanowe
- Michael Rady  jako Lachlan
- Bridget Regan  jako Rose
- Azie Tesfai  jako Nadine Hansan
- Brian Dare  jako Luca[11]
- Judy Reyes  jako Dina[12]
- Rita Moreno  jako matka Rogelio[13]
- Tina Casciani  jako Mellisa[14]

## Odcinki
| Seria | Seria | Odcinki | Oryginalna emisja The CW | Oryginalna emisja The CW |
| Seria | Seria | Odcinki | Premiera serii           | Koniec serii             |
| ----- | ----- | ------- | ------------------------ | ------------------------ |
|       | 1     | 22      | 13 października 2014     | 11 maja 2015             |
|       | 2     | 22      | 12 października 2015     | 16 maja 2016             |
|       | 3     | 20      | 17 października 2016     | 22 maja 2017             |
|       | 4     | 17      | 13 października 2017     | 20 kwietnia 2018         |
|       | 5     | 19      | 27 marca 2019            | 31 lipca 2019            |